# Бяльский повет
Бяльский повет (пол. Powiat bialski) — повет (район) в Польше, входит как административная единица в Люблинское воеводство. Центр повета — город Бяла-Подляска (в состав повета не входит). Занимает площадь 2753,67 км². Население — 112 507 человек (на 31 декабря 2015 года).

## Административное деление
- города: Мендзыжец-Подляски, Тересполь
- городские гмины: Мендзыжец-Подляски, Тересполь
- сельские гмины: Гмина Бяла-Подляска, Гмина Дрелюв, Гмина Янув-Подляски, Гмина Кодень, Гмина Константынув, Гмина Лесьна-Подляска, Гмина Ломазы, Гмина Мендзыжец-Подляски, Гмина Пищац, Гмина Рокитно, Гмина Россош, Гмина Славатыче, Гмина Соснувка, Гмина Тересполь, Гмина Тучна, Гмина Вишнице, Гмина Залесе

## Демография
Население повета дано на 31 декабря 2015 года.
| Перепись            | Всего   | Мужчины | Женщины |
| ------------------- | ------- | ------- | ------- |
| Всего               | 112 507 | 55 818  | 56 689  |
| Городское население | 22 775  | 10 993  | 12 782  |
| Сельское население  | 89 732  | 44 825  | 44 907  |

### Известные уроженцы
- Альбичук, Василий (1909—1995) — польский художник-примитивист.